# Salade serbe

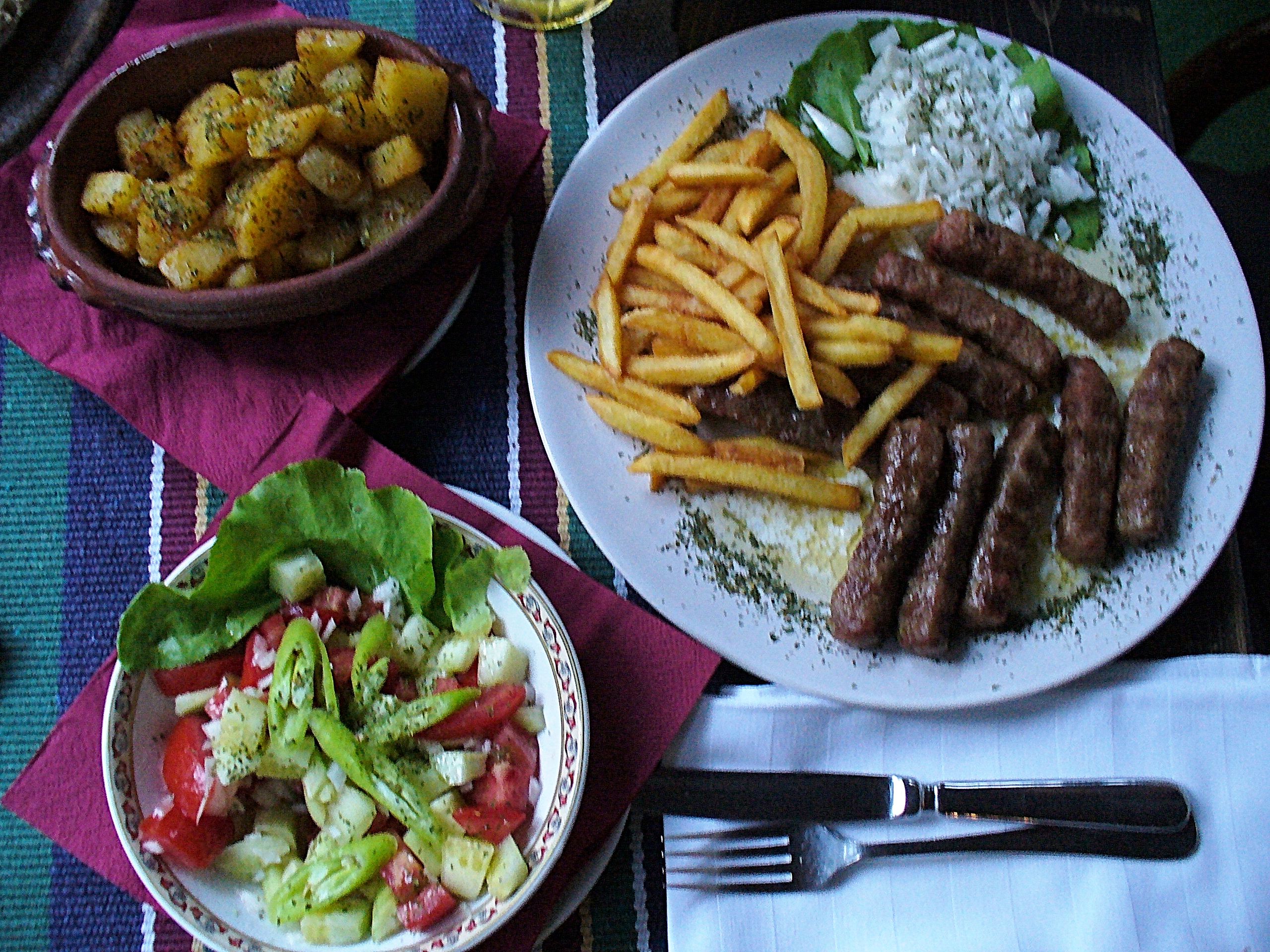
Un déjeuner serbe avec des patates, des ćevapi (à droite, avec des frites) et de la salade serbe (à gauche).

La salade serbe est une salade de légumes, habituellement servie en été, avec un rôti de viande et d'autres plats. Elle est composée de dés de tomates fraîches, concombres, oignons et fromage râpé, habituellement assaisonnés avec de l'huile d'olive, du sel et un piment fort appelé feferon, semblable à un piment de Cayenne.
Elle ressemble beaucoup aux autres salades des Balkans et de l'est de la Méditerranée comme la salade grecque ou la salade chopska.